# Зброя (фільм, 2025)
«Зброя» (англ. Weapons) — американський фільм жахів продюсера, сценариста і режисера Зака Креггера. У ньому зіграли Джош Бролін, Джулія Гарнер, Олден Еренрайк, Бенедикт Вонг, Остін Абрамс і Джун Даян Рафаель. Фільм розповідає про життя маленької громади після того, як група дітей загадково зникла вночі.

## Синопсис
Фільм обертається навколо кількох пов'язаних між собою сюжетів, позначених зникненням школярів посеред ночі, корупцією в поліції, травмою поколінь, чаклунством, кривавими ритуалами та релігійними зловживаннями в маленькій громаді Флориди.

## Акторський склад
| Актор              | Роль                                      |
| ------------------ | ----------------------------------------- |
| Джош Бролін        | Арчер Графф батько одного з зниклих дітей |
| Джулія Гарнер      | Жюстін Ганді вчителька зниклого класу     |
| Олден Еренрайк     | Пол Морган поліцейський                   |
| Бенедикт Вонг      | Ендрю Маркус директор школи               |
| Остін Абрамс       | Ентоні наркозалежний грабіжник            |
| Емі Мадіґан        | Гледіс Ліллі                              |
| Тобі Хасс          | капітан Ед поліцейський                   |
| Сара Пакстон       | Еріка Бейлі мати одного з зниклих дітей   |
| Джастін Лонг       | Гарі Бейлі батько одного з зниклих дітей  |
| Джун Діана Рафаель | Донна Морган дружина Пола                 |

## Виробництво
22 січня 2023 року, після схвальних відгуків критиків і фінансового успіху фільму «Варвар», на ринок вийшов сценарій «Зброї» Зака Креггера вийшов на ринок і спричинив тендерну війну між Netflix, New Line Cinema, TriStar Pictures і Universal Pictures. New Line придбала права протягом 24 годин, запропонувавши 38 мільйонів доларів на покриття бюджету, а Креггер отримав 10 мільйонів доларів за свою роль сценариста, режисера і продюсера, а також привілеї на фінальний монтаж. Джордан Піл, чия компанія Monkeypaw Productions брала участь у війні торгів разом з Universal, після програшу в аукціоні розлучився з давніми менеджерами Джоелом Задаком і Пітером Прінсіпато, останній з яких був також менеджером Креггера.
У травні 2023 року Педро Паскаль і Ренате Реінсве були обрані на головні ролі у фільмі. У лютому 2024 року Паскаль покинув проект через зайнятість у фільмі «Фантастична четвірка: Перші кроки» (2025), а Джош Бролін почав переговори щодо його заміни. У квітні Джулія Гарнер і Олден Еренрайк приєдналися до акторського складу, а Бролін також підтвердив свою участь. У травні Бенедикт Вонг, Емі Медіган, Остін Абрамс, Кері Крістофер і Джун Даян Рафаель приєдналися до акторського складу. Основні зйомки мали розпочатися в Атланті в травні 2024 року.

## Випуск
Прем'єра в кінотеатрах США відбулася 8 серпня 2025 року. Спочатку вихід фільму був запланований на 16 січня 2026 року компанією Warner Bros. Pictures.